# Chad Michael Murray
Chad Michael Murray (sinh ngày 24 tháng 8 năm 1981) là một nam diễn viên, cựu người mẫu người Mỹ.

## Danh sách phim

### Điện ảnh
| Năm  | Tên                                              | Vai                           | Ghi chú                               |
| ---- | ------------------------------------------------ | ----------------------------- | ------------------------------------- |
| 2001 | Megiddo: The Omega Code 2                        | David Alexander (khi 16 tuổi) |                                       |
| 2003 | Freaky Friday                                    | Jake                          |                                       |
| 2004 | A Cinderella Story                               | Austin Ames                   |                                       |
| 2005 | House of Wax                                     | Nick Jones                    |                                       |
| 2006 | Home of the Brave                                | Jordan Owens                  |                                       |
| 2010 | Christmas Cupid                                  | Patrick                       |                                       |
| 2011 | The Carrier                                      | Thatcher                      | Phim ngắn                             |
| 2012 | First Kiss                                       | (Chính mình)                  |                                       |
| 2013 | The Haunting in Connecticut 2: Ghosts of Georgia | Andy Wyrick                   |                                       |
| 2013 | Fruitvale Station                                | Officer Ingram                |                                       |
| 2013 | Cavemen                                          | Jay                           |                                       |
| 2013 | A Madea Christmas                                | Tanner McCoy                  |                                       |
| 2014 | Left Behind                                      | Cameron "Buck" Williams       |                                       |
| 2014 | Other People's Children                          | P.K.                          | Hậu kỳ                                |
| 2015 | To Write Love on Her Arms                        | Jamie Tworkowski              | Sản xuất năm 2011, phát hành năm 2015 |
| 2016 | Outlaws and Angels                               | Henry                         |                                       |
| 2018 | Camp Cold Brook                                  | Jack                          |                                       |